# Gérard Mathieu (député wallon)
Pour les articles homonymes, voir Gérard Mathieu et Mathieu.
Gérard Mathieu, né à Habay-la-Neuve, le 21 septembre 1947, est un homme politique belge, membre du PRL. 
Il est licencié en Philologie classique (ULB, 1970); professeur de latin, grec et français.

## Carrière politique
- conseiller communal de Habay-la-Neuve (1971-1982)
- conseiller provincial de la province de Luxembourg (1979-1981)
- député permanent, chargé de l’Agriculture et (dès '92) de la Santé dans les établissements scolaires (1981-1995)
- député wallon (1995-2004)
  - Secrétaire du bureau du Parlement wallon (15 janvier 1997-13 juin 2004)
- conseiller communal de Habay (2001-)
  - bourgmestre chargé des Pensions, des Allocations, de l’Urbanisme, du Tourisme et des Écoles (2001-2005)
  - premier échevin chargé de l'Économie, de l'Agriculture, de l'Emploi et de la Santé. (2006-2010)
- conseiller provincial du Luxembourg (2006-)